# Morilla
Morilla (v češtině uváděna též jako Čarovný prsten s Morilla jako podtitulem) je komická opereta o třech dějstvích vídeňského skladatele, kapelníka a překladatele Julia Hoppa na vlastní libreto volně podle pohádky Christopha Martina Wielanda Pervonte aneb Přání (Pervonte oder die Wünsche). Její premiéra se konala 13. listopadu 1868 ve vídeňském divadle Theater an der Wien, kde Hopp působil jako kapelník.

## Charakteristika a historie

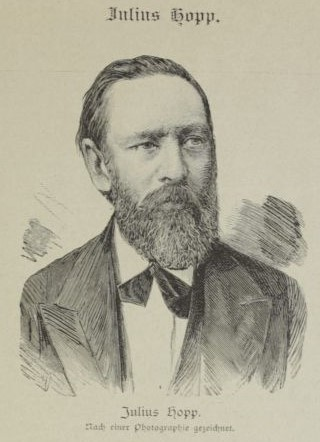
Julius Hopp

Po méně náročné operní parodii Doktor Fousek a Markytka z roku 1862 je Morilla nejúspěšnější vlastní hudební dílo známého vídeňského divadelního skladatele Julia Hoppa. Řadí se do počátků vývoje vídeňské operety. Její námět je značně politický, antiklerikální a protiabsolutistický, a odráží atmosféru v době přijetí Prosincové ústavy Rakouska. V hudbě vycházel Hopp ze svých bohatých zkušeností s tvorbou hudby k fraškám a parodiím a s úpravou francouzských, především Offenbachových operet pro vídeňské publikum.
Kritický ohlas na Hoppovo nejambicióznější dílo v tisku byl vcelku negativní. Zellner's Blätter für Theater, Musik und bildende Kunst psal: „Škoda, skutečně škoda, že se pan Hopp, než se pustil do kompozice tohoto díla, nesnažil tento [čarovný] prsten získat. Byl by si mohl přát, aby ho napadlo mnoho zajímavého, vkusného, nového […]. Protože ale prsten neměl, nejen že ho, přinejmenším ve vážných částech, nenapadlo nic, ale navíc zatroubil s pomocí všech možných žesťových nástrojů dobrému vkusu zcela nevychovaně přímo do tváře. V parodických částech našel pravda mnohé vtipné zrno, jako v pijáckém a modlitebním sboru, v tercetu inkvizitorů ve druhém a v pánském duetu ve třetím dějství. Všechno ostatní je prázdné, lomozné, nabubřelé a zčásti nezpěvné, zejména part Morilly.“  Noviny Die Presse soudily podobně: Hoppovi se daří hudba veselá a komická, ale jakmile situace zvážní, „stává se jeho opus uslzeným a neobratným“, nepříjemným pro zpěváky i posluchače, a hluk žesťů a bicích nástrojů zní, „jako by někdo zhudebnil polský sejm“. Nechválily ani primadonu Geistingerovou, a navíc se domnívaly, že role Morilly je napsána tak, aby její hlas „vražedně zruinovala“. O hudbě však existovala i jiná mínění (nikoli o textu, ten byl zavrhován jednomyslně); roku 1876 například soudil lipský korespondent časopisu Wiener Theater-Chronik, že „Hopp vysoko přesahuje úroveň Offenbacha a jeho soudruhů; jeho hudba obsahuje více než lehkou taneční hudbu, totiž: myšlenky a hloubku“.
I když ani u publika nebyl úspěch okamžitý, stala se Morilla v průběhu následujících let jednou z nejpopulárnějších vídeňských operet a uvedla ji četná německojazyčná divadla v podunajské monarchii i v Německé říši. 10. ledna 1877 měla Morilla premiéru rovněž v maďarštině, a to v Lidovém divadle v Debrecínu; v Pešti se hrála až roku 1885 a pouze v němčině. Její popularita však do konce 19. století opadla a v době po 1. světové válce je již prakticky neznámá.

### Inscenační historie v českých zemích

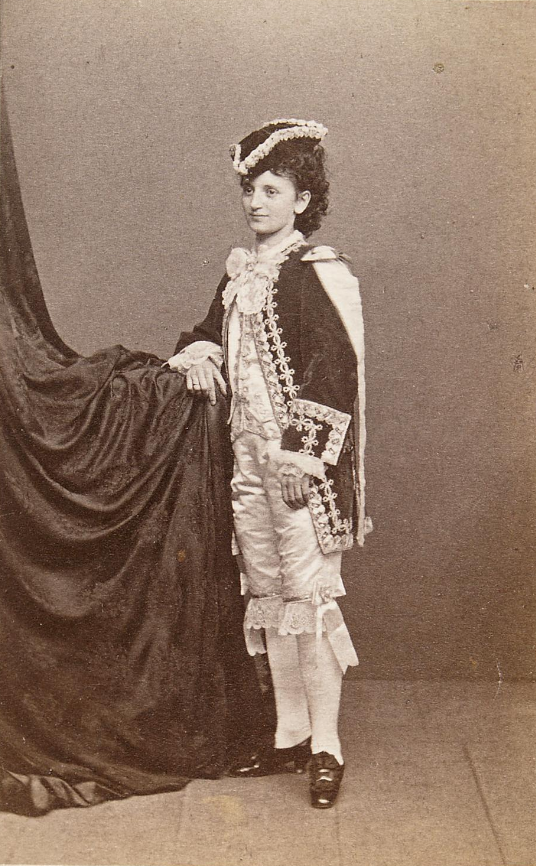
Angelika Suttner-Mussiková jako princ Léon v Morille; tuto roli hrála mj. v Plzni roku 1872

Morilla se do českých zemí dostala nejprve v němčině. V prosinci 1871 zajistila tři vyprodaná představení ve znojemském divadle; již v této verzi byla postava prince Leona obsazena jako kalhotková role mezzosopránem. V březnu roku 1872 se hrála v Opavě a 27. dubna téhož roku měla premiéru v pražském německém divadle. Zprávy o jejích provedeních v německých divadlech Čech, Moravy a Slezska jsou až do konce 19. století hojné (roku 1872 poprvé v Plzni, roku 1875 v Chebu, roku 1877 poprvé v Brně atd.).

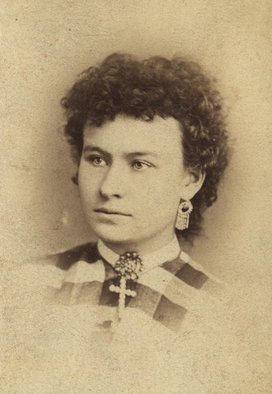
Josefina Čermáková, první představitelka Morilly v češtině

Necelé dva měsíce po pražské německojazyčné premiéře následovala premiéra této operety v češtině. Uvedlo ji Prozatímní divadlo 13. června 1872 ve svém letním působišti, Aréně na hradbách, a to pod názvem Čárovný prsten (tiskem vydané libreto i pozdější inscenace však používaly název Morilla). I když uvedení v aréně i další historie provádění Morilly v českých zemích potvrzují její označení jako operety, tiskem vydané libreto ji označovalo jako „romanticko-komická zpěvohra“ a Prozatímní divadlo přímo jako komickou operu. Noviny Bohemia označovaly libreto za „nejvyšší pitomost“ a Hoppovu hudbu označovaly za zručnou, tu a tam ne bez melodického a národně-rytmického půvabu, ale celkově nedostatečnou. Pro Květy byla Morilla „chatrná a zoufale nudná“, přirovnaly ji ke „špitálské polívce“ a zařadily ji mezi „vyšší pitomosti“, které ředitelství Prozatímního divadla do arény vysílalo. Pražský denník jí přinejmenším přiznal hojnou návštěvnost a to, že „veselých popěvků, jakož i sborových zpěvů a výstupů je dostatek“, i když největší zájem obecenstva platil Jindřichu Mošnovi ve vedlejší roli dona Asturia. O více než třicet let později, roku 1905, zněl popis v tisku (Národní politika) již – na pozadí operetní produkce počátku 20. století – zcela příznivě: „Je jednou z těch málo operet, jež mají děj, jsou zajímavy od první do poslední scény, nemají hrubosti, ani banality, ale za to humor, švih, vtip a co hlavní, rozkošnou, jemně ciselovanou hudbu.“
Čárovný prsten se v Prozatímním divadle hrál po tři roky, převážně v aréně, a dosáhl za tu dobu třinácti představení, což jej řadilo mezi průměrně úspěšné kusy. V Národním divadle se již nehrál. Morilly neboli Čarovného prstenu se poté chopili oba nejvýznamnější čeští divadelní podnikatelé té doby, totiž Pavel Švanda ze Semčic a Jan Pištěk – oba ji uváděli již pod původním názvem a s označením „velká komická opereta“. Jako první ji uvedl se svou společností Jan Pištěk v nedávno zakoupené aréně v Kravíně (Vinohrady), poprvé 23. července 1878. Společnost Pavla Švandy ji uvedla nejprve ve svém plzeňském působišti 15. listopadu 1880, od 26. května následujícího roku pak ve své aréně na pražském Smíchově. Obě společnosti s ní měly větší úspěch než Prozatímní divadlo a hrály ji i v jiných městech, kam na svých turné zavítaly. Když ji Švandova společnost oprášila v roce 1892, tisk připomínal, že Morilla „předešlou generaci operetního publika v nadšení uváděla“.
Švandovo divadlo na Smíchově (U Libuše) nastudovalo také poslední významnou inscenaci Morilly v češtině, která měla premiéru 20. ledna 1905. Libreto však přitom bylo anonymním autorem podstatně přepracováno. Titulní úlohu v ní hrála vycházející hvězda české operety Mařenka Zieglerová; její výkon hodnotila Národní politika jako „v pravdě umělecký čin. Byla krásnou, naivní, delikátně nevtíravou, pevna každým gestem, tonem i slovem“ a neopomněla zmínit ani její „originelní toiletty“. V létě 1905 Morillu hrálo opět i německé lidové divadlo v aréně na Královských Vinohradech. První světovou válku tato opereta na českém jevišti nepřežila.

## Osoby a první obsazení
| osoba | hlasový obor        | světová premiéra (13.11.1868)                | premiéra v češtině (13.6.1872)         |
| --- | ------------------- | -------------------------------------------- | -------------------------------------- |
| Leon [v PD Léon], mladé kníže andorrské                                                                                     | tenor (mezzosoprán) | Jani Szika                                   | Anna Kupková (Ema Sáková(-Maislerová)) |
| Don Pablo, jeho ujec a vladař za nezletilosti Leonovy                                                                       | baryton             | Carl Adolph Friese                           | Josef Frankovský                       |
| Isabella de Malorca [v PD Morlava], kněžna, Leonovi zasnoubená                                                              | soprán              | Caroline Finali                              | Marie Pazáková                         |
| Don Martinez [v PD Don Ramiro], vyslanec kastilský                                                                          | mluvená role        | Eduard Liebold (vl. jm. Balzar)              | Josef Karel Chramosta                  |
| Asturio (Astuzio/Astucio), obřadník Hermandady                                                                              | bas                 | Karl Mathias Rott                            | Jindřich Mošna                         |
| Amarin, Leonův soukojenec                                                                                                   | tenor               | Albin Swoboda                                | Adolf Krössing                         |
| Gonsalvo, Leonův životní lékař                                                                                              | bas                 | Jäger                                        | Edvard Němec                           |
| Morilla | soprán              | Marie Geistinger                             | Josefína Čermáková                     |
| Sudí | mluvená role        | Kaschke                                      | Josef Jindřich Strnad                  |
| Valida, víla | soprán              | Berg                                         | Jindřiška Slavínská                    |
| Amina, víla | …                   | Gottwald                                     | Magdaléna Rambousková                  |
| Zoraide [v české adaptaci Zora], víla                                                                                       | soprán              | Theresia Meersberg (vl. jm. von Kummersberg) | Ludvika Rottová                        |
| Dvořané, členové inkvizičního soudu, paní, stráže, služebníci, vesničané, vojínové, ozbrojené amazonky, děti, víly, rusalky |                     |                                              |                                        |
| Dirigent: | Dirigent:           | Julius Hopp                                  | Adolf Čech                             |
| Režie: | Režie:              | …                                            | František Karel Kolár                  |
| Choreografie: | Choreografie:       | …                                            | Marie Hentzová                         |

## Děj operety

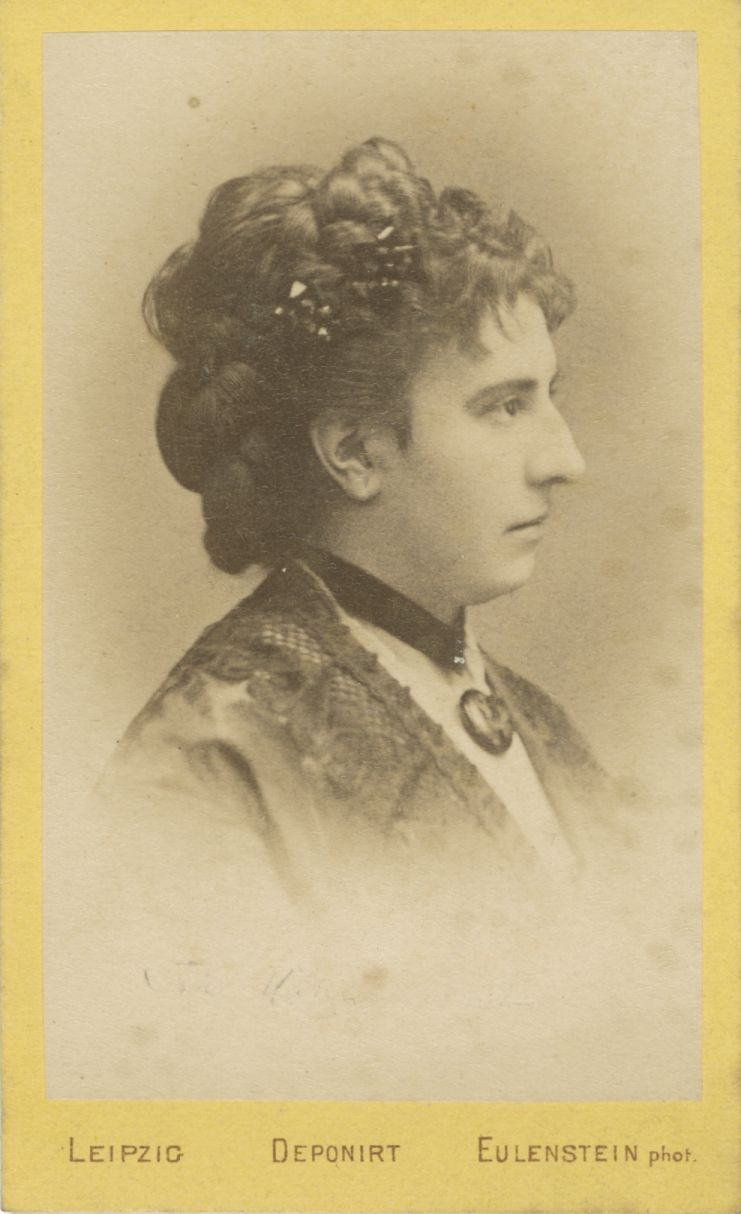
Marie Geistingerová, první Morilla

(Odehrává se v Andoře na konci 15. století.)

### 1. dějství
(Les) Poslední Maurové byli vyhnání ze Španělska, a tedy ani víly nemohou dále setrvávat v zemi, která je nyní vydána temné vládě kněží. Pro víly je těžké opustit místo, kde pobývaly po staletí v míru s lidmi (č. 1 sbor víl Schwestern, hier zum letzten Male).  Víla Valida vyslovuje tuto bolest. Smí zde zanechat čarovný prsten, kterým chce obdarovat lidské dítě, kterému v žilách proudí krev jejích někdejších přátel. Jedno takové poznává v dívce Morille, která prochází lesem. Chce opustit vlast, protože ji kvůli její hlouposti a nešikovnosti, která se navíc snoubí s ošklivostí, odevšad vyhánějí. Ona sama se však považuje, právě pro svou hloupost, za nejkrásnější a nejlepší (č. 2 vstupní píseň Morilly In unsern Dorf die Mädchen und Frauen). Přijímá proto prsten, aniž by pochopila, jaká moc v něm vězí, a aniž by věděla, co si s ním počít.
Proto se také schová, když slyší přicházet lidi. Jsou to Leon a jeho soukojenec Amarin. Princ Leon je v závislosti na svém bigotním strýci donu Pablovi, který během princovy nezletilosti Andoře vládne, a proto se rád utíká do přírody (č. 3 vstupní píseň Leona Nimm mich auf, du rauschend Blätterdach). Amarin ho utěšuje: je třeba výti s vlky (č. 4 scéna a arietta Amarina Mein Prinz, Sie täuschen sich… Winkt ein Freudenspreis mir frohe Stund'). Oba narazí na Morillu. Princ se jí líbí a dívka si přeje, aby ji políbil. Okamžitě se projeví čarovná moc prstenu a Leon ji políbí (č. 5 tercet Leona, Amarina a Morilly Mein schönes Kind, ein Wort… Gewagt scheint's ein Bißschen… Wie war das gut).
Když Morilla slyší, že se prince dnes má oženit s Isabellou z Malorky, přeje si být u toho. I toto přání se ihned splní. Scéna se promění v zámecké nádvoří, kam právě přichází svatební průvod. Leon spatří Morillu a nemůže kouzlu čarovného prstenu odolat. Ke zděšení celého dvora nechává princ svou nevěstu stát a pílí za ošklivou děvečkou. Morilla dosud nezná moc vílího daru, a proto se musí podrobit, když ji stráže odvádějí do šatlavy (č. 6 finále se sborem Gütiger Himmel spende Segen).

### 2. dějství
(Zámecká komnata) Leon se trápí touhou po Morille a rozstonal se z ní. Don Pablo nařizuje modlitby, dvořané musí celý den trávit na klekátkách a jen světsky naladěný Amarin přináší trochu života do této jednotvárnosti (č. 7 sbor a scéna O Tag des Jammers und der Pein…Wenn die Sorge Euch drückt). Rád by také osvobodil nebohou Morillu, protože temný don Pedro ji chce dát mučit a odsoudit jako čarodějnici; proto se nabízí, že se k ní vloudí a pomocí vína z ní dostane více než pomocí skřipce (č. 8 tercet dona Pabla, Asturia a Amarina Tod allen Ketzern).

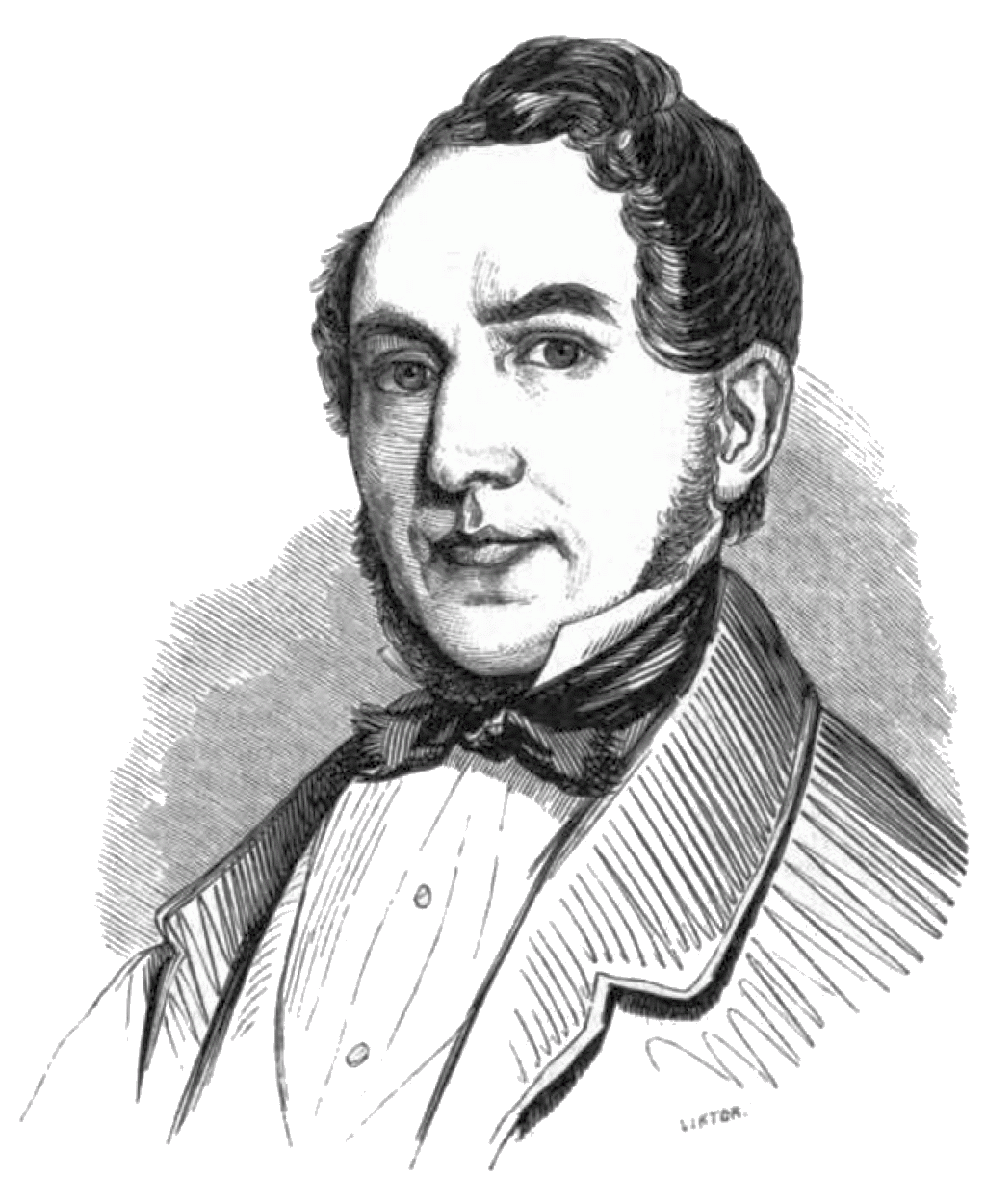
Karl Mathias Rott, první představitel komické role oficiála Asturia. Litografie z roku 1852

Prince Leona kruší pomyšlení na jeho milou v okovech (č. 9 romance Leona  Unerklärlich Bangen). Ale čarovný prsten vykoná svou úlohu dříve než Amarinův plán. Morilla pojala v žaláři přirozeně přání dostat se z něho ven. Sotva na to pomyslila, otevřely se před ní všechny dveře a Morilla vchází do komnaty. Zde nalézá Leona, který ihned ozdraví, když může být s ní. Když ale Morillin pohled padne na zrcadlo a v ně se uvidí v celé své ohyzdnosti, prchá pryč, ošklivíc se sama sobě. Don Pablo prince varuje, kárá Asturia, že nechal Morillu uniknout, a plánuje dále její upálení.
Morilla by se chtěla princi skutečně líbit a přála si být krásná. Zcela proměněná v okouzlující krasavici vstupuje zpět (č. 10 arieta Morilly Gott! Was ist denn vorgegangen? … Weinend saß ich dort im Winkel'). Potkává zde Leona a ten ji s ohromením objímá (č. 11 duet Morilly a Leona Ha, er ist's!). Přichází don Pablo s kastilským vyslancem donem Martinezem. Ten káže vydat samotného prince Leona inkvizici a všichni hledají Morillu (č. 12 ansámbl Sucht die Frevlerin in allen Ecken). Jenže Morilla si přála být neviditelnou, takže jim unikne. Ukáže se až Amarinovi a ten míní, že by byla škoda, kdyby si Morilla vedle krásy nežádala i moci, se kterou by mohla dostat všechny z pout Dona Pabla. Ano, to by si Morilla přála, a opět zaúřaduje kouzlo. Na její přání připochoduje vojsko amazonek a čeká na Morilliny povely (č. 13 finále In den Streit jederzeit).

### 3. dějství
(Otevřená síň s výhledem na hory) Lid stojí na straně prince, nechce o kněžourské armádě ani slyšet (č. 14 sbor Wir leben in den Bergen still). Amarinovi proto nedá velkou práci, aby chytil a získal na jejich stranu oficiála Asturia (č. 15 duet Amarina a Asturia Du, der durch Wildheit und Grausamkeit… Ja ich bin ein arger Sünder). Poté Amarin v rozhovoru s Morillou konečně přijde na kloub původu její moci a je zděšen. Zrazuje ji od sňatku s Leonem a naznačuje jí, že je hloupá.
Skutečně, když jí Leon vyznává lásku, neví Morilla, co mu říci, a přeje si mít rozum. Náhle vše pochopí. Především jí je nyní jasné, že Leonova láska k ní je pouze výsledkem čar. To ji raní; za tuto cenu štěstí nechce a zprošťuje prince jeho slova i začarování (č. 16 recitativ a kavatina Morilly Morilla! Morilla! … Ein unwissend Kind in Besitz hoher Zaubermacht). Předává Leonovi prsten a chce odejít. Ale Leon poznává jejího ducha a miluje ji nyní i bez čar. Jeho přáním je jednak vzdát se panovnického titulu a předat moc lidu, jednak aby mu láska, kterou k Morille pocítil, zůstala nadosmrti. Morilla ho objímá a princ předává prsten Amarinovi. Ale ten má z něho strach a jeho přáním je, aby čarovný prsten vzal čert. Vychází slunce a lid vítá nabytou svobodu (č. 17 finále Faß ich es, welch anermeßlich Glück… Freiheit! Freiheit!).